# Paula (álbum)
Paula es el séptimo álbum de estudio del cantante estadounidense Robin Thicke. Su fecha oficial de lanzamiento fue el día 1 de julio de 2014, aunque la discográfica lo publicó en streaming un día antes, el 30 de junio. El álbum, lanzado bajo los sellos Star Trak Entertainment e Interscope Records, estaba concebido como un homenaje a la exmujer de Thicke, Paula Patton. El primer y único sencillo del disco, Get Her Back, se publicó el 19 de mayo.
Tras su lanzamiento, Paula recibió críticas mixtas de la prensa especializada. Debutó en el noveno puesto de la Billboard 200, anotando 24 000 ventas en la semana de su lanzamiento. Su rendimiento fuera de Estados Unidos fue bastante más discreto: en su primera semana solo consiguió vender 530 copias en Reino Unido, 550 en Canadá, y 158 en Australia.

## Premisa
Thicke se casó con la actriz Paula Patton en 2005 tras más de una década saliendo. El 24 de febrero de 2014 anunciaron su separación matrimonial, afirmando en un comunicado conjunto: "Siempre nos amaremos y seremos los mejores amigos, sin embargo, hemos decidido separarnos de mutuo acuerdo". En los meses siguientes, Thicke hizo varios intentos de reparar su matrimonio, incluyendo dedicar a Patton su canción de 2006 Lost Without U ("Perdido sin ti") en sus conciertos. En la edición de 2014 de los Billboard Music Awards celebrada el 18 de mayo, interpretó por primera vez la canción Get Her Back, escrita sobre ella, y un mes más tarde confirmó que su nuevo álbum se llamaría Paula en honor a la actriz.
Sobre el proceso de composición y el nombre del álbum, Thicke explicó:

Acababa de volver de una gira y tenía todas estas canciones e ideas y sentimientos en el corazón. Y entré directamente en el estudio. Escribí todas las canciones en unas tres semanas y grabamos el álbum en aproximadamente un mes. Obviamente todas las canciones eran sobre ella o mis sentimientos hacia ella. Muchos compositores han hecho cosas así antes. No te lo dirán en el título o serán más sugestivos... Yo pensaba, "No hay razón para ocultar de quién trata esto". Trata completamente sobre ella.
Robin Thicke, en una entrevista con Ryan Seacrest.

## Composición
Paula es un álbum de R&B que incorpora elementos de los estilos urban y R&B contemporáneo.
Al principio de la canción Living In New York City se escucha a Paula Patton decir "I'm moving to New York" ("Me mudo a Nueva York"). Thicke reveló en una entrevista que Patton había contribuido al álbum como un favor con esa grabación de su voz.

## Recepción de la crítica
Paula ha recibido en general críticas mixtas. En Metacritic, donde se asigna una puntuación normalizada sobre 100 sobre la base de los comentarios de críticos, el álbum tiene una nota media de 49 sobre 100. Entre las más positivas, Clover Hope de Billboard dio al álbum una puntuación de 64 sobre 100, señalando que la vida personal de Thicke y Paula hace el álbum interesante, pero criticándolo por ser demasiado concreto. "Paula nace de lo invasivas e incómodas que son las rupturas de celebridades — no ya para la pareja implicada, sino también para los que lo ven, y en este caso, lo escuchan", escribió. "Los fanes quieren saber, pero quizá no tanto". En Slant Magazine, Alexa Camp dio al álbum dos estrellas y media de cinco, criticando a Get Her Back por parecer un interludio y Lock the Door por parecer "una versión para Unplugged de otra canción mucho más grande y memorable" (aunque elogió los arreglos de la canción). Añadió además que Black Tar Cloud es una convincente canción de disculpa, pero criticó la poco halagadora descripción de Patton que se hace en ella. Elysa Gardner de USA Today otorgó al álbum una puntuación de tres estrellas de cuatro, afirmando que el álbum "nos recuerda lo fluido y expresivo que puede ser Thicke como cantante."
En la parte negativa, Mikael Wood de Los Angeles Times dio al álbum una puntuación de una estrella y media sobre cuatro, declarando que "el disco es un fracaso, virtualmente una guía de lo que no hay que hacer tanto para compositores como para amantes despechados. Pero en un tiempo en el que la apariencia manda, hay algo fascinante en la voluntad de Thicke por quedar tan mal." En la revista Now, Julia LeConte otorga al álbum una nota de 1 de 5 estrellas, y escribe: "Solidificando la teoría de que Thicke compuso el álbum a toda prisa en un extraño intento de conseguir simpatía del público y ganancia económica, cada canción muestra claramente alguna otra influencia, viniendo la única verdadera originalidad de las letras confesionales y que a menudo proporcionan demasiada información". En Exclaim!, Ryan B. Patrick otorga al álbum una nota de 4 sobre 10, afirmando: "Desde la nada inspiradora portada hasta el angustioso contenido, Paula ni siquiera alcanza el nivel pre-Blurred Lines de Thicke, que representa una equitativamente sólida discografía de R&B/soul".

## Track listing
Toda la música compuesta por Robin Thicke y ProJay. 
| Paula |                           |                                                                      |          |  |
| N.º   | Título                    | Escritor(es)                                                         | Duración |  |
| 1.    | «You're My Fantasy»       | Robin Thicke, James Gass                                             | 5:57     |  |
| 2.    | «Get Her Back»            | Robin Thicke, Bobby Keyes                                            | 3:33     |  |
| 3.    | «Still Madly Crazy»       | Robin Thicke                                                         | 2:55     |  |
| 4.    | «Lock the Door»           | Robin Thicke                                                         | 4:21     |  |
| 5.    | «Whatever I Want»         | Robin Thicke, James Gass                                             | 3:45     |  |
| 6.    | «Living in New York City» | Robin Thicke, William Taylor, Ronnie Breaux, Lemar Guillary          | 3:26     |  |
| 7.    | «Love Can Grow Back»      | Robin Thicke                                                         | 3:27     |  |
| 8.    | «Black Tar Cloud»         | Robin Thicke, Bobby Keyes, James Gass                                | 3:25     |  |
| 9.    | «Too Little Too Late»     | Robin Thicke                                                         | 2:54     |  |
| 10.   | «Tippy Toes»              | Robin Thicke                                                         | 3:07     |  |
| 11.   | «Something Bad»           | Robin Thicke, Chris Payton, Larry Cox, William Taylor, Ronnie Breaux | 3:41     |  |
| 12.   | «The Opposite of Me»      | Robin Thicke                                                         | 3:00     |  |
| 13.   | «Time of Your Life»       | Robin Thicke                                                         | 2:57     |  |
| 14.   | «Forever Love»            | Robin Thicke, Larry Cox                                              | 5:01     |  |
| 51:29 |                           |                                                                      |          |  |

| Pistas extra en la edición deluxe de Target |                                  |                           |          |  |
| N.º                                         | Título                           | Escritor(es)              | Duración |  |
| 15.                                         | «Too Little Too Late» (acoustic) | Robin Thicke              | 3:03     |  |
| 16.                                         | «Get Her Back» (acoustic)        | Robin Thicke, Bobby Keyes | 3:05     |  |
| 17.                                         | «The Opposite of Me» (acoustic)  | Robin Thicke              | 3:01     |  |

| Pista extra en el relanzamiento en la iTunes Store |                                 |                         |          |  |
| N.º                                                | Título                          | Escritor(es)            | Duración |  |
| 15.                                                | «Forever Love» (Afrojack remix) | Robin Thicke, Larry Cox | 4:31     |  |

## Posiciones en listas
| Lista                   | Mejor puesto |
| ----------------------- | ------------ |
| ARIA                    | 207          |
| Billboard 200           | 9            |
| MegaCharts              | 265          |
| Official Charts Company | 200          |
| Schweizer Hitparade     | 283          |
| Top R&B/Hip-Hop Albums  | 90           |
| Ultratop Valonia        | 191          |

## Fechas de lanzamiento
| País           | Fecha               | Formato               | Sello                 |
| -------------- | ------------------- | --------------------- | --------------------- |
| Alemania       | 30 de junio de 2014 | CD y descarga digital | Star Trak, Interscope |
| Australia      | 30 de junio de 2014 | CD y descarga digital | Star Trak, Interscope |
| Bélgica        | 30 de junio de 2014 | CD y descarga digital | Star Trak, Interscope |
| Canadá         | 30 de junio de 2014 | CD y descarga digital | Star Trak, Interscope |
| Dinamarca      | 30 de junio de 2014 | CD y descarga digital | Star Trak, Interscope |
| España         | 30 de junio de 2014 | CD y descarga digital | Star Trak, Interscope |
| Francia        | 30 de junio de 2014 | CD y descarga digital | Star Trak, Interscope |
| Irlanda        | 30 de junio de 2014 | CD y descarga digital | Star Trak, Interscope |
| Italia         | 30 de junio de 2014 | CD y descarga digital | Star Trak, Interscope |
| Nueva Zelanda  | 30 de junio de 2014 | CD y descarga digital | Star Trak, Interscope |
| Noruega        | 30 de junio de 2014 | CD y descarga digital | Star Trak, Interscope |
| Países Bajos   | 30 de junio de 2014 | CD y descarga digital | Star Trak, Interscope |
| Reino Unido    | 30 de junio de 2014 | CD y descarga digital | Star Trak, Interscope |
| Suecia         | 30 de junio de 2014 | CD y descarga digital | Star Trak, Interscope |
| Suiza          | 30 de junio de 2014 | CD y descarga digital | Star Trak, Interscope |
| Estados Unidos | 1 de julio de 2014  | CD y descarga digital | Star Trak, Interscope |